# Fejes domolykó
A fejes domolykó (Squalius cephalus) a sugarasúszójú halak (Actinopterygii) osztályának pontyalakúak (Cypriniformes) rendjébe, ezen belül a pontyfélék (Cyprinidae) családjába tartozó faj.

## Előfordulása
A fejes domolykó Eurázsia északibb részein majdnem mindenütt előfordul; a francia atlanti partmentétől, egészen a Kaszpi-tengerig. A Brit-szigeteken és Franciaország Földközi-tengeri részén is megtalálható; azonban Olaszországból hiányzik. Korábban a Squalius orientalist Heckel, 1847 azonosnak tartották ezzel a halfajjal.

## Megjelenése

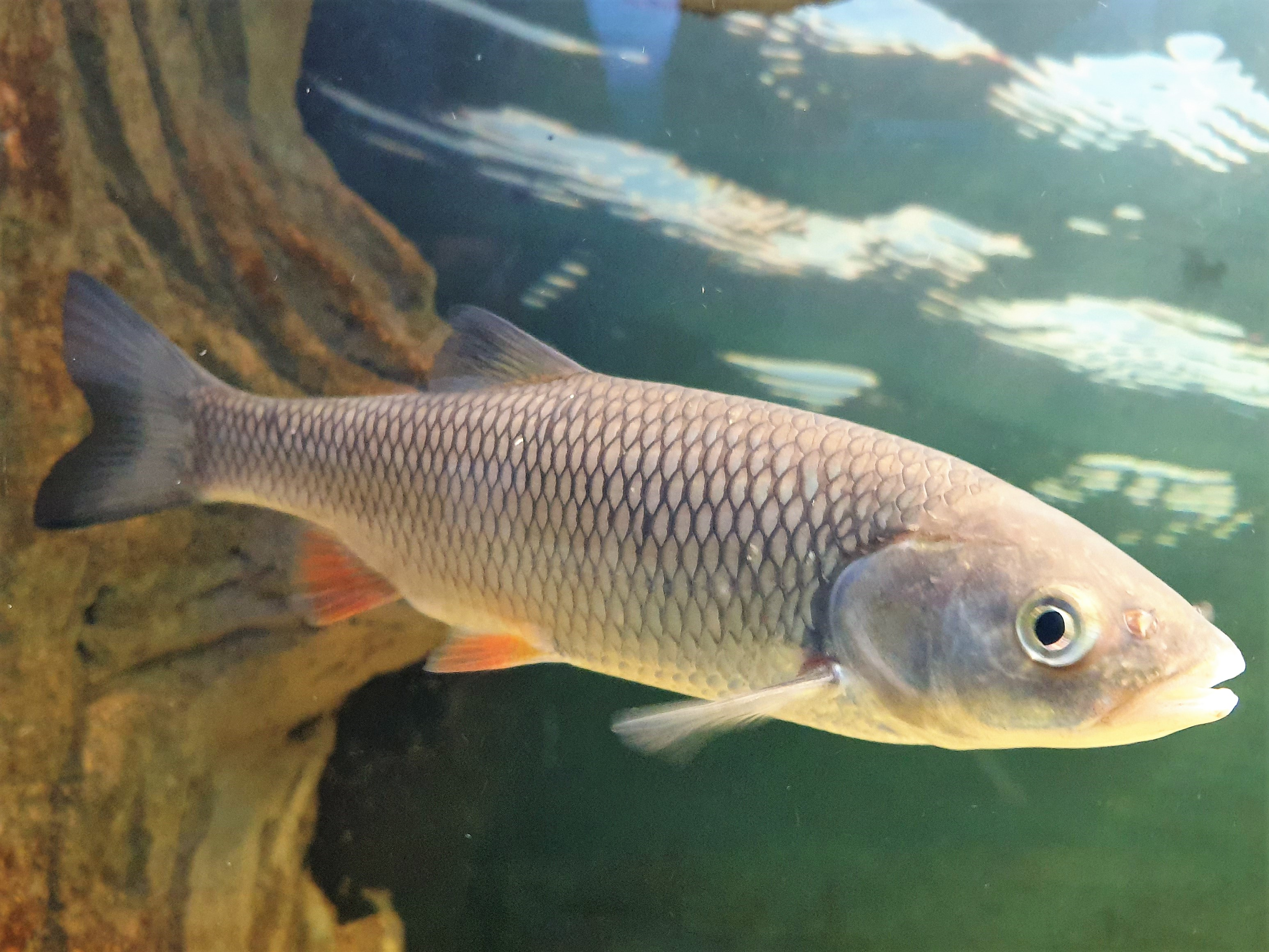
Akváriumi példány

Testhossza 20-30 centimétert, de akár a 60 centiméteres hosszt is elérheti, testtömege 2-3 kilogramm közötti, legfeljebb 8 kilogramm. Megnyúlt alakja, oldalról kissé lapított teste vaskos. 42-48 csigolyája van.

## Életmódja
Síkvizekben is előfordul, de inkább a hegy- és dombvidéki folyók lakója. A brakkvizet is jól tűri. Egyívású egyedek csapatokat alkotnak, az idősebb példányok magányos életmódot folytatnak. Falánk, mindenevő faj. Kismértékben télen is táplálkozik, csak részben vermel. Tápláléka algák, növényi részek, rákok, férgek, csigák, vízre hulló rovarok és gyümölcsök, magvak, alkalmanként halivadék és ikra. Legfeljebb 22 évig él.

## Források

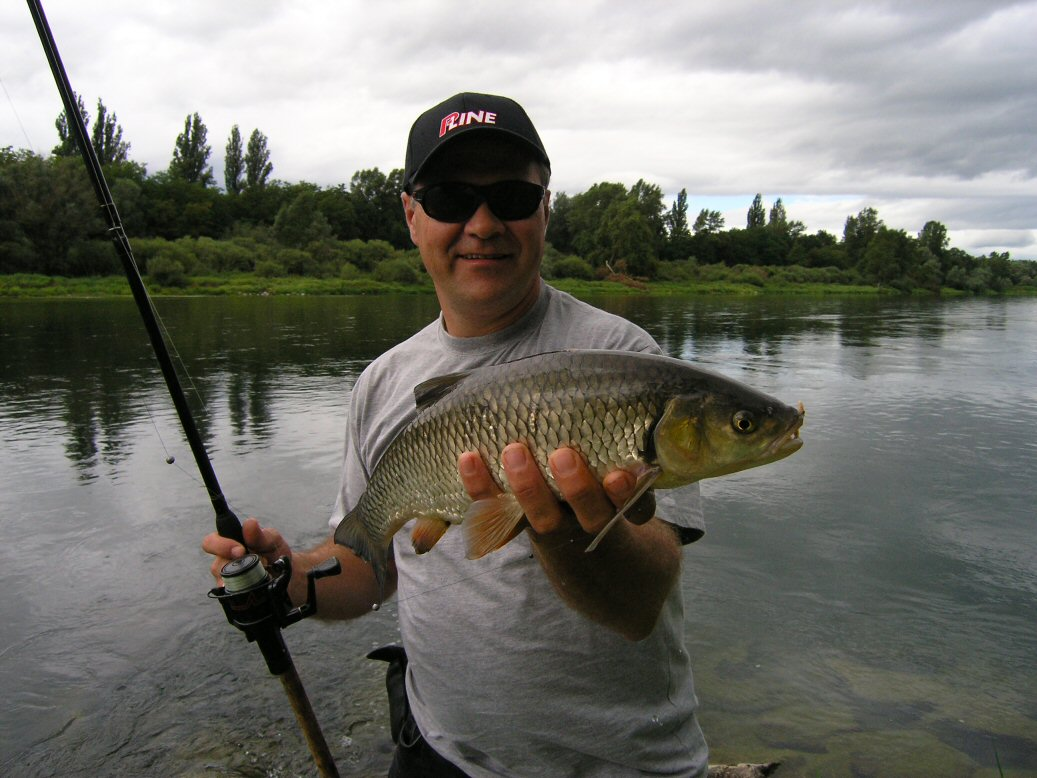
A horgászok kedvelt hala

## Szaporodása
Ivarérettségét a vízterület táplálékbőségétől és az átlaghőmérséklettől függően 2-3 éves korában éri el. Május-június folyamán ívik. Körülbelül 100 000 darab, 1–5 milliméter átmérőjű ikrát rak, lassú folyású vízbe. Az ivadékok 11-12 nap múlva kelnek ki.